# Chloroclystis viridata
Chloroclystis viridata là một loài bướm đêm trong họ Geometridae.